# Fosfato tricálcico
El fosfato tricálcico es una mezcla de calcio y fósforo con fórmula química Ca3 (PO4)2, es un constituyente normal del cuerpo, su aspecto es de polvo blanco, inodoro, tiene la dificultad de disolverse en el agua, pero es soluble en ácidos. Es estable en el aire.

## Usos
Regulador de la acidez, además es utilizado en el polvo para hornear y como mejorador del pan. Incrementa la actividad de los antioxidantes y estabiliza los vegetales enlatados.
En los productos en polvo evita que se formen grumos.
En cerámica se introduce en la elaboración de fritas y esmaltes para reducir el punto de fusión por su contenido en calcio.
Algunas pastas dentales lo utilizan como abrillantador de los dientes.
En cirugía Odontológica, es utilizado mezclado con sangre fresca en rellenos y aumentos de volumen óseo, como en los casos de defectos periodontales y en las elevaciones del seno maxilar, entre otros usos como los de cirugía traumatológica y reconstructiva.